# 桐杏学園
桐杏学園（とうきょうがくえん）は、株式会社市進が運営する首都圏を中心として複数の校舎を展開し、主に幼児教育を行っている学習塾である。かつては中学受験から大学受験までの指導も行っていた。なお東京学園は別組織である。2006年より学研グループの一員となった後、2011年より市進ホールディングスの傘下に入り2018年より株式会社市進ラボに変更し現在に至る。

## 沿革
- 1973年 設立。
- 2006年 桐杏学園を運営していた株式会社アンセスと株式会社アンセス幼児教育研究所を、学習研究社（現・学研ホールディングス）が100％子会社化。両社を合併し、株式会社学研クエストとする。
- 2011年 桐杏学園の運営母体となった株式会社桐杏学園の株式を市進ホールディングスが取得。
- 2012年 株式会社桐杏学園の個別指導部門を株式会社個学舎に吸収分割、幼児教育部門及び出版制作部門を株式会社市進綜合研究所に吸収合併。
- 2018年 株式会社市進ラボが設立され幼児部門を運営。